# Ludwik Pawlikowski (wojskowy)

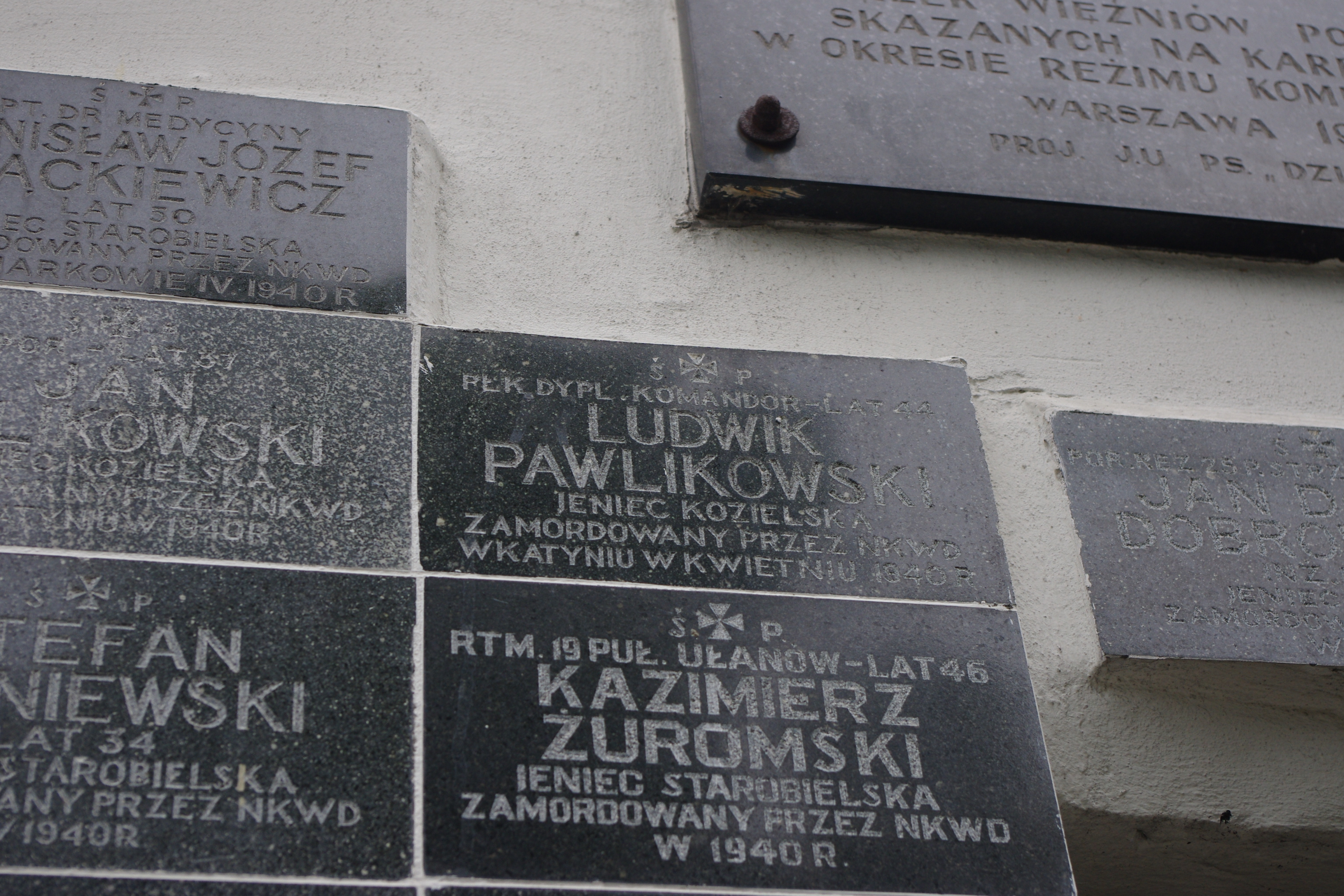
Tablica upamiętniająca pułkownika Ludwika Pawlikowskiego na ścianie zewnętrznej św. Karola Boromeusza na warszawskich Powązkach będąca częścią Sanktuarium „Poległym i Pomordowanym na Wschodzie”.

Ludwik Franciszek Pawlikowski (ur. 13 listopada 1896 w Starym Sączu, zm. wiosną 1940 w Katyniu) – pułkownik intendent z wyższymi studiami wojskowymi Wojska Polskiego, działacz niepodległościowy, ofiara zbrodni katyńskiej.

## Życiorys
Urodził się 13 listopada 1896 roku w Starym Sączu jako syn Stanisława i Karoliny z Koronów. Ukończył Seminarium Nauczycielskie w Starym Sączu.
W czasie I wojny światowej pełnił służbę w Legionach Polskich, a później Polskim Korpusie Posiłkowym. Był oficerem prowiantowym 6 pułku piechoty Legionów. 1 stycznia 1917 roku awansował na chorążego prowiantowego. W 1916 roku ukończył Oficerską Szkołę Administracyjno-Gospodarczą Legionów i został skierowany do Komendy Legionów. W lutym 1918 roku został aresztowany przez władze austriackie, a potem wysłany na front włoski. 
Z dniem 1 listopada 1918 został przyjęty do Wojska Polskiego i mianowany podporucznikiem prowiantowym ze starszeństwem z dniem 1 marca 1918. W 1920 roku pełnił służbę w Departamencie VII Gospodarczym Ministerstwa Spraw Wojskowych w Warszawie. 9 listopada 1920 roku został zatwierdzony z dniem 1 kwietnia 1920 roku w stopniu majora gospodarczego, w grupie oficerów byłych Legionów Polskich. 3 maja 1922 roku został zweryfikowany w stopniu majora ze starszeństwem z dniem 1 czerwca 1919 roku i 45. lokatą w korpusie oficerów administracji, dział gospodarczy. W 1922 roku ukończył Wyższą Szkołę Intendentury w Warszawie. Następnie służył w Szefostwie Administracji Armii. Pełniąc służbę w Ministerstwie Spraw Wojskowych pozostawał na ewidencji Wojskowego Okręgowego Zakładu Gospodarczego w Warszawie-Powązkach, a później Okręgowego Zakładu Gospodarczego Nr I. Od 1925 w Kierownictwie Marynarki Wojennej w Warszawie na stanowisku szefa służby intendentury. 23 stycznia 1928 awansował na podpułkownika ze starszeństwem z dniem 1 stycznia 1928 i 2. lokatą w korpusie oficerów intendentów, a na pułkownika ze starszeństwem z dniem 19 marca 1937 roku i 2. lokatą w korpusie oficerów intendentów, grupa intendentów z wyższymi studiami wojskowymi. W 1937 ukończył kurs intendentów we francuskiej Wyższej Szkole Wojennej. W 1939 nadal pełnił służbę w Kierownictwa Marynarki Wojennej na stanowisku szefa służby intendentury.
W czasie kampanii wrześniowej 1939, po agresji ZSRR na Polskę, dostał się do niewoli sowieckiej. Przebywał w obozie jenieckim w Kozielsku. Wiosną 1940 został zamordowany przez funkcjonariuszy NKWD w Katyniu i tam pogrzebany w bezimiennej mogile zbiorowej, gdzie od 28 lipca 2000 mieści się oficjalnie Polski Cmentarz Wojenny w Katyniu. W Lesie Katyńskim prowadzone były ekshumacje i prace archeologiczne. W czasie ekshumacji przeprowadzonej przez Niemców w 1943, odnaleziono przy nim dowód osobisty i wizytówkę, a zwłoki oznaczono numerem 43. Figuruje na liście wywózkowej 029/1 z 13 kwietnia 1940.
Był żonaty z Bronisławą z Peledysów.

## Ordery i odznaczenia
- Krzyż Niepodległości – 6 czerwca 1931 „za pracę w dziele odzyskania niepodległości”[17][18][19][20]
- Krzyż Walecznych
- Złoty Krzyż Zasługi po raz drugi – 1938 „za zasługi na polu pracy społecznej”[21][9]
- Złoty Krzyż Zasługi po raz pierwszy – 10 listopada 1928[22]

## Upamiętnienie
Postanowieniem nr 112-48-07 Prezydenta RP Lecha Kaczyńskiego z 5 października 2007 został awansowany pośmiertnie do stopnia generała brygady. Awans został ogłoszony 9 listopada 2007 w Warszawie, w trakcie uroczystości „Katyń Pamiętamy – Uczcijmy Pamięć Bohaterów”.
18 kwietnia 2009, w ramach akcji „Katyń... pamiętamy” / „Katyń... Ocalić od zapomnienia”, przy Gimnazjum nr 2 im. Komisji Edukacji Narodowej w Skawinie został zasadzony Dąb Pamięci honorujący Ludwika Pawlikowskiego.
23 kwietnia 2010 w Zespole Szkół Zawodowych w Starym Sączu została odsłonięta tablica upamiętniająca 23 absolwentów Seminarium Nauczycielskiego, którzy byli ofiarami zbrodni katyńskiej; jednym z uhonorowanych został Ludwik Pawlikowski.